# Lehmanniella splendens
Lehmanniella splendens är en gentianaväxtart som först beskrevs av William Jackson Hooker, och fick sitt nu gällande namn av Joseph Andorfer Ewan. Lehmanniella splendens ingår i släktet Lehmanniella och familjen gentianaväxter. Inga underarter finns listade i Catalogue of Life.